# Het Hoes

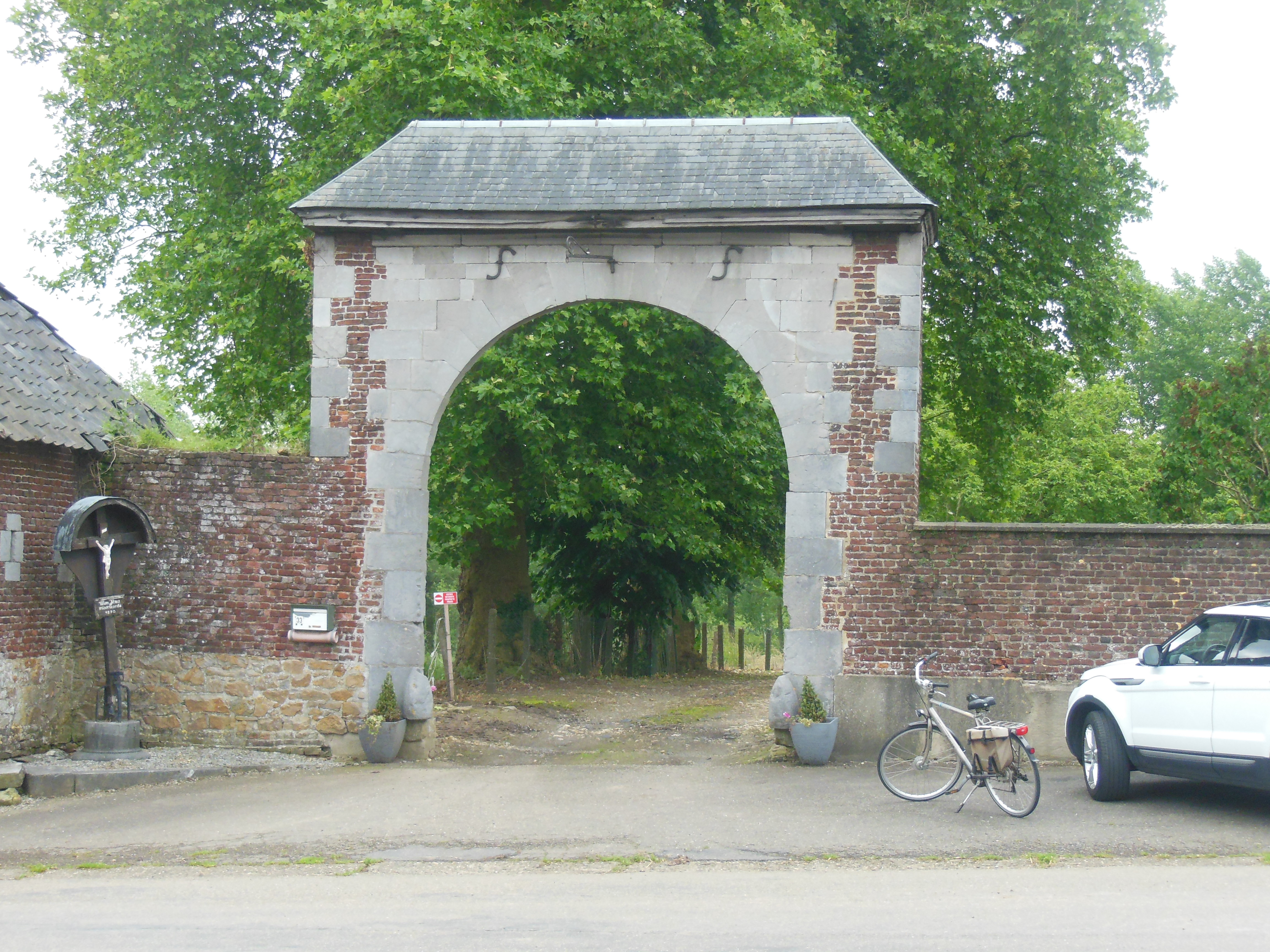
Inrijpoort van Het Hoes

Het Hoes is het voormalige kasteel van Remersdaal, gelegen tegenover het kerkhof.
Het kasteel werd in de 19e eeuw afgebroken, maar er zijn nog overblijfselen aanwezig, en wel de inrijpoort, de muur om het voormalige kasteel, met hoektorens en bedrijfsgebouwen, waarop het jaartal 1652 is te vinden. In dit jaar werd het kasteel herbouwd door Jan Hendrik van Eynatten, heer van Remersdaal.